# Первовка
Первовка — деревня Данковского района Липецкой области России. Входит в состав Воскресенского сельсовета.

## География
Деревня расположена в пределах Среднерусской возвышенности, на левом берегу реки Птань, граничит с селом Авдулово.
Климат умеренного пояса (атлантико-континентальный) с умеренно холодной зимой и тёплым летом. Средняя температура января - (- 5,20С), июля (+ 20,30С)

## Население
| 2010 |
| ---- |
| 35   |

### Национальный и гендерный состав
Согласно результатам переписи 2002 года, в национальной структуре населения русские составляли 93 % от общей численности в 23 чел., из них 13 мужчин, 16 женщин.

## Инфраструктура
Личное подсобное хозяйство с зоной сельскохозяйственного использования, индивидуальная застройка усадебного типа.
Основа экономики — сельское хозяйство.

## Транспорт
Проходит проселочная дорога.